# 海淀南路
39°58′28″N 116°18′15″E / 39.97446°N 116.30411°E
海淀南路是一条位于北京市海淀区的道路，东西走向。

## 简介
该路西起与万泉河路相交的稻香园桥，与巴沟路相连，东至中关村大街，与知春路相连。全长1400米。建于1983年，主路宽16米，辅路宽5米。道路下方建有地铁10号线。